# Solana
Solana (рус. Солана) — высокоскоростной блокчейн третьего поколения с открытым исходным кодом, разработанный для создания децентрализованных приложений (dApps) и смарт-контрактов в частности децентрализованных финансовых решений (DeFi). Главной особенностью Solana является алгоритм Proof-of-History (PoH), который работает в связке с Proof-of-Stake (PoS), обеспечивая скорость и безопасность сети.

## История создания и команда
Solana была основана в 2017 году Анатолием Яковенко, Эриком Уильямсом и Грегом Фицжеральдом. В 2018 году была запущена первая тестовая сеть, а в 2020 году создана некоммерческая организация Solana Foundation, занимающаяся развитием экосистемы. Штаб квартира проекта находится в Женеве, Швейцария.

## Токен SOL
SOL — собственный токен блокчейна Solana, используемый для:
- Оплаты транзакций.
- Участия в стейкинге (PoS).
- Работы с децентрализованными приложениями.

SOL имеет неограниченную эмиссию.

## Мемкойны
На блокчейне Solana запущены некоторые мемкойны, например $TRUMP и $MELANIA.